# Walter P. Chrysler
Walter Percy Chrysler (født 2. april 1875 i Wamego, Kansas, død 8. august 1940) var en amerikansk fabrikant. Hans far, en lokomotivfører for hvad der i dag er Union Pacific Railroad, var canadier; hans mor var amerikaner. Chrysler grundlagde Chrysler Corporation i 1925.
Som dreng var han fascineret af maskiner, og efter at have afsluttet gymnasiet i 1892 var han fast besluttet på at blive maskinist. Hans første job var hos det lokale jernbaneværksted, hvorfra han avancerede til stillingen som Master Mechanic hos en anden jernbane. I 1901 blev han gift med sin barndomskæreste, Della Forker. De fik fire børn.
Chrysler var ikke interesseret i biler før han besøgte Chicago Auto Show i 1908. Han købte en dyr lokomobil blot for at skille den ad og studere dens konstruktion.
Hans første job i bilindustrien var som arbejdsleder hos Buick Motor Company i 1911. Indenfor fem år blev han forfremmet til præsident og general manager hos Buick, med en årlig løn på US$ 500.000. Buick var en del af General Motors Corporation og i 1919 blev Chrysler forfremmet til at være den første vice-præsident ansvarlig for produktionen hos det gigantiske selskab. Men senere samme år gik på pension fra forretningsverdenen, efter at være blevet millionær i en alder af 45.
Chrysler brød sig ikke om at være pensioneret, og var hurtigt i gang igen som executive vice president og general manager hos det økonomisk truede Willys Overland Company i 1920. På samme tid arbejdede han privat med ingeniører på en bil af hans eget design, som blev vist frem for offentligheden i 1924.
Med en check fra Chase Securities på 5 millioner dollars til Maxwell Motor Corp. hvor Walter Chrysler på det tidspunkt var formand, fik Chrysler sat sin bil i produktion som Chrysler Six. 
Året efter, den 6. juni 1925 købte Chrysler Maxwell Motor Corp. og dannede sit nye selskab, Chrysler Corporation. 
I de følgende år købte Chrysler Corporation, under Walter Chryslers ledelse, Dodge, Plymouth og Desoto mærkerne.
I 1935 trådte Chrysler tilbage som præsident for selskabet som han grundlagde, og i 1938 måtte han, tvunget af sygdom, stoppe som aktivt bestyrelsesmedlem. Han døde den 8. august 1940 i Detroit, Michigan.